# 블로흐 MB.200

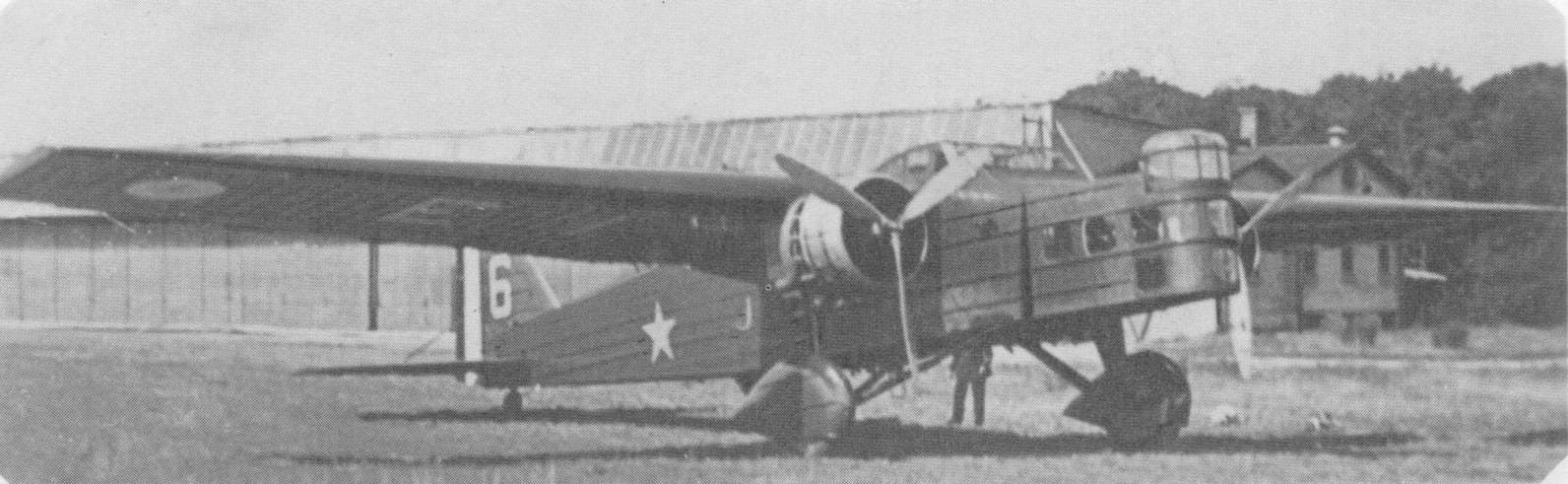

블로흐 MB.200(Bloch MB.200)은 마르셀 블로흐 항공기 회사가 설계하고 제작한 1930년대 프랑스 폭격기이다. 고정 하부구조를 갖춘 쌍발 고익 단엽기로 200대 이상의 MB.200이 프랑스 공군을 위해 제작되었으며 이 유형 역시 체코슬로바키아에서 라이선스 제작되었지만 곧 쓸모없게 되었고 제2차 세계 대전의 시작과 동시에 단계적으로 폐기되었다.

## 사양(MB.200B.4)

### 일반적 특성
- 승무원: 4
- 길이: 16m(52피트 6인치)
- 날개 폭: 22.45m(73피트 8인치)
- 높이: 3.9m(12피트 10인치)
- 날개 면적: 62.5m2(673평방피트)
- 공차 중량: 4,300kg(9,480lb)
- 최대 이륙 중량: 7,480kg(16,491lb)
- 동력 장치: 2 × Gnome-Rhône 14Kirs 14기통 2열 공랭식 레이디얼 피스톤 엔진, 각각 649kW(870hp)

### 성능
- 최대 속도: 285km/h(177mph, 154kn)
- 범위: 1,000km(620마일, 540nmi)
- 서비스 천장: 8,000m(26,000피트)
- 상승 속도: 4.33m/s(852ft/min)

### 군비
- 총: 3 × 7.5 mm (0.295 in) MAC 1934 기관총(각 방어 포스트당 1개).
- 폭탄: 1,200kg(2,646lb)의 폭탄